# Diospyros ropourea
Diospyros ropourea är en tvåhjärtbladig växtart som beskrevs av B. Walln. Diospyros ropourea ingår i släktet Diospyros och familjen Ebenaceae. Inga underarter finns listade i Catalogue of Life.